# Villa de Álvarez
Villa de Álvarez, oficialmente Ciudad de Villa de Álvarez, es una ciudad ubicada en el estado mexicano de Colima, cabecera del municipio homónimo. Es parte de la zona metropolitana de Colima-Villa de Álvarez.
El 4 de octubre de 1903, el obispo José Amador Velasco Peña colocó la primera piedra de lo que fue llamada la parroquia de Almoloyán, que a partir de 1953 es el templo parroquial de San Francisco de Asís, ubicado en la parte central de la ciudad de Villa de Álvarez. Desde los inicios de este siglo se conocieron los siguientes barrios de Villa de Álvarez: San Juan (por la calle Aquiles Serdán), Del Sol (por la calle Eduardo Álvarez), La Frontera (por la calle Hidalgo), La Haciendita (frente al antiguo Casino Municipal, hoy la Casa de la Cultura) y Los Cerritos (por la calle Manuel Álvarez).[cita requerida]
En los últimos años se ha caracterizado por su ritmo de crecimiento, ocupado el primer lugar en crecimiento de vivienda en el estado de Colima.[cita requerida]

## Historia
En 1875 se formó una junta de 40 vecinos, quienes se dieron a la tarea de elaborar el “Proyecto sobre construcción de un ferrocarril de Manzanillo a Colima y Guadalajara”. La directiva estuvo formada por Ramón R. de la Vega, Agustín Schacht, Christian Flor, Jorge M. Oldenbourg, Miguel Bazán, Alejandro Véjar y Antonio E. Orozco. El proyecto fue aprobado, y en 1889 se inició la construcción de la vía de Armería a Colima. El tren llegó a la capital en 1892. La inauguración oficial se llevó a cabo por Porfirio Díaz en el año de 1908. Los primeros intentos por construir el ferrocarril urbano los realizó el gobernador Esteban García en 1884. El proyecto fue elaborado por el ingeniero francés Arturo Le Harivel. En 1892 fueron instalados los primeros tranvías que iban del centro de Colima a Villa de Álvarez.

### Toponimia
Para mayor información del escudo de Villa de Álvarez, ver el artículo: Escudo de Villa de Álvarez
Lo que hoy conocemos como el municipio de Villa de Álvarez, en el año de 1556 se llamaba “San Francisco de Almoloyán”; en 1836 el distrito de Colima se dividió, para su administración, en dos partidos; uno de los cuales fue el de Almoloyán, que se convirtió
en la cabecera municipal. Por decreto, el 15 de septiembre de 1860, se cambió el nombre original por el de “Villa de Álvarez”, en honor al primer gobernador del estado, que era originario de ese lugar.

### Época Precolombina
Existe la hipótesis de que en el momento en que las tribus nahuas salieron de Aztlán, lugar que algunos historiadores ubican en las costas de Nayarit, alrededor de la isla de Mezcaltitán, un pequeño grupo, en lugar de continuar con rumbo al altiplano, en busca del águila parada en un nopal devorando una serpiente, caminó por la costa, después de algún tiempo se encontró frente a los fascinantes volcanes y sus fértiles campos que los circundaban, lo que motivó que se asentaran en dichos lugares, esperando el cumplimiento de la aparición del águila legendaria. Al principio dedicaron su tiempo a la cacería, la pesca y la recolección de frutos y plantas silvestres, con lo que se alimentaban. Con el transcurso de los años, descubrieron diversos cultivos, que fueron básicos en su alimentación como el maíz, el frijol, la calabaza y el chile. En la comunidad había tres clases de autoridades de los cuales son Los sacerdotes, que atendían al culto sagrado, Los brujos (que también eran curanderos), Los ancianos (que formaban el consejo); Estas personas tenían la responsabilidad de decidir acerca de lo que tenía que hacerse en la comunidad y orientaban en los diversos problemas que se iban presentando. Se habla de la existencia de un gran señor en el territorio Colimote a la llegada de los españoles (Hernán Cortés, 3.ª Carta de Relación). A él le rendían tributo varios señoríos de la región. Este gran señor estaba al frente de la provincia del Colimotl, por lo que es de suponer que los núcleos indígenas ya mencionados, en cierta manera dependían del señor de Colimán. Los grupos indígenas tenían dos grandes preocupaciones en su vida: La guerra y el culto a las divinidades.

### Época Colonial
Inmediatamente después de llevada a cabo la conquista de Colimán, las tierras fueron repartidas en encomiendas. De tal suerte que a Francisco Santos se le otorgaron las tierras de Almolonia y de Tlacalahuastla (hoy Minatitlán); a Bartolomé López parte de lo que hoy el Comala; a Hernando de Gamboa las de Coquimatlán, y al conde de Terreros, terrenos de los Pastores. Todas estas tierras eran ricas, por lo que empezó a florecer tanto la agricultura como la ganadería, ya que a la vez se disponía de mano de obra al contar con el trabajo de los indígenas. El 22 de febrero de 1554, algunos frailes franciscanos, como Ángel de Valencia (guardián del convento), Honorato Franco, Jerónimo de la Cruz, entre otros, fundaron un convento al que llamaron San Francisco de Colimán y después de Almoloyán. La instalación del monasterio tenía como objetivo fundamental brindar protección y educación a los indígenas. Cerca del convento de San Francisco, en 1556, se fundó, con la autorización del Virrey Luis de Velasco, un pueblo al cual le fue otorgado fundo legal y facultad para gobernarse por sí mismo.

### Época de la Independencia
En 1810, el padre José Antonio Díaz, adscrito a la parroquia de San Francisco, al conocer la noticia del “Grito de Dolores” que proclamaba el levantamiento insurgente para luchar a favor de la Independencia de México, invitó a las poblaciones vecinas a que se unieran al movimiento para acabar con la dictadura española. 
En San Francisco de Almoloyan formó un ejército con los llamados trabajadores anuales, es decir llegaban cada año para ayudar con su trabajo en las cosechas, así que una vez que juntara esta fuerza se fue con ella a Coalcomán. 
Fue el padre Díaz quien pronunció el discurso patriótico ante su gente y el pueblo cuando hicieron el juramento de apegarse a los principios nacionalistas expresados en la Constitución de Apatzingán (22 de octubre de 1814). 
El 15 de septiembre de 1860, siendo gobernador Urbano Gómez, le fue cambiado el nombre a San Francisco de Almoloyan, y se le elevó al rengo  de cabecera municipal, por lo que pasó a ser llamada como: Villa de Álvarez, en honor al Gral. Manuel Álvarez, primer Gobernador Constitucional del
estado de Colima.

## Geografía

### Situación
Villa de Álvarez se localiza en el este del municipio, en las coordenadas 19°15′00″N 103°44′00″O / 19.25000, -103.73333, está a una altura media de 530 metros sobre el nivel del mar (m s. n. m.).

### Clima
Villa de Álvarez, al igual que gran parte del estado de Colima, tiene un clima cálido subhúmedo con lluvias en verano. Tiene una temperatura media anual de 25.5 grados centígrados.
| Parámetros climáticos promedio de Colima-Villa de Álvarez     | Parámetros climáticos promedio de Colima-Villa de Álvarez | Parámetros climáticos promedio de Colima-Villa de Álvarez | Parámetros climáticos promedio de Colima-Villa de Álvarez | Parámetros climáticos promedio de Colima-Villa de Álvarez | Parámetros climáticos promedio de Colima-Villa de Álvarez | Parámetros climáticos promedio de Colima-Villa de Álvarez | Parámetros climáticos promedio de Colima-Villa de Álvarez | Parámetros climáticos promedio de Colima-Villa de Álvarez | Parámetros climáticos promedio de Colima-Villa de Álvarez | Parámetros climáticos promedio de Colima-Villa de Álvarez | Parámetros climáticos promedio de Colima-Villa de Álvarez | Parámetros climáticos promedio de Colima-Villa de Álvarez | Parámetros climáticos promedio de Colima-Villa de Álvarez |
| Mes                                                           | Ene.                                                      | Feb.                                                      | Mar.                                                      | Abr.                                                      | May.                                                      | Jun.                                                      | Jul.                                                      | Ago.                                                      | Sep.                                                      | Oct.                                                      | Nov.                                                      | Dic.                                                      | Anual                                                     |
| ------------------------------------------------------------- | --------------------------------------------------------- | --------------------------------------------------------- | --------------------------------------------------------- | --------------------------------------------------------- | --------------------------------------------------------- | --------------------------------------------------------- | --------------------------------------------------------- | --------------------------------------------------------- | --------------------------------------------------------- | --------------------------------------------------------- | --------------------------------------------------------- | --------------------------------------------------------- | --------------------------------------------------------- |
| Temp. máx. abs. (°C)                                          | 38.2                                                      | 39.2                                                      | 39.8                                                      | 42.5                                                      | 42.0                                                      | 41.0                                                      | 40.4                                                      | 39.0                                                      | 39.5                                                      | 41.0                                                      | 38.9                                                      | 40.5                                                      | 42.5                                                      |
| Temp. máx. media (°C)                                         | 31.3                                                      | 31.9                                                      | 32.9                                                      | 34.0                                                      | 34.4                                                      | 33.6                                                      | 32.4                                                      | 32.4                                                      | 31.5                                                      | 32.1                                                      | 32.4                                                      | 31.6                                                      | 32.5                                                      |
| Temp. media (°C)                                              | 23.4                                                      | 23.6                                                      | 24.3                                                      | 25.5                                                      | 26.8                                                      | 27.5                                                      | 26.8                                                      | 26.6                                                      | 26.2                                                      | 26.1                                                      | 25.2                                                      | 23.9                                                      | 25.5                                                      |
| Temp. mín. media (°C)                                         | 15.5                                                      | 15.4                                                      | 15.7                                                      | 17.1                                                      | 19.3                                                      | 21.4                                                      | 21.1                                                      | 20.9                                                      | 20.9                                                      | 20.1                                                      | 18.1                                                      | 16.2                                                      | 18.5                                                      |
| Temp. mín. abs. (°C)                                          | 7.5                                                       | 8.0                                                       | 3.0                                                       | 7.0                                                       | 10.0                                                      | 14.0                                                      | 0.7                                                       | 15.0                                                      | 13.0                                                      | 13.0                                                      | 11.0                                                      | 9.0                                                       | 0.7                                                       |
| Precipitación total (mm)                                      | 24.2                                                      | 6.2                                                       | 4.3                                                       | 2.1                                                       | 10.9                                                      | 128.3                                                     | 205.6                                                     | 191.9                                                     | 191.0                                                     | 92.0                                                      | 17.6                                                      | 11.3                                                      | 885.4                                                     |
| Días de precipitaciones (≥ 1 mm)                              | 1.4                                                       | 0.6                                                       | 0.3                                                       | 0.2                                                       | 1.1                                                       | 11.2                                                      | 18.1                                                      | 17.6                                                      | 16.7                                                      | 7.1                                                       | 1.5                                                       | 1.1                                                       | 76.9                                                      |
| Fuente: Servicio Meteorológico Nacional Temperaturas máximas: |                                                           |                                                           |                                                           |                                                           |                                                           |                                                           |                                                           |                                                           |                                                           |                                                           |                                                           |                                                           |                                                           |

## Demografía
La ciudad de Villa de Álvarez cuenta con una población en el 2020 de 147 496 habitantes según datos del XIV Censo de Población y Vivienda del Instituto Nacional de Estadística y Geografía (INEGI), significando un aumento de 29 896 habitantes respecto al censo de 2010 por lo que es la 2.ª ciudad más poblada del estado de Colima, siendo solo superada por el puerto de Manzanillo y superando a la siempre históricamente ciudad más poblada del estado que era la ciudad de Colima con apenas poco más de 500 habitantes, pero se espera que en pocos años Villa de Álvarez será la ciudad más poblada del estado debido a que atrae a toda la población que decide instalarse en la capital del estado pero ante la falta de espacio para extender su mancha urbana la ciudad de Villa de Álvarez acapara los nuevos habitantes.[cita requerida]

### Población de ciudad de Villa de Álvarez 1900-2020
| Gráfica de evolución demográfica de Villa de Álvarez entre 1900 y 2020                            |
|                                                                                                   |
| Población de los censos del Instituto Nacional de Estadística y Geografía (INEGI) de 1900 a 2020. |

## Cultura
En Villa de Álvarez, por el hecho de estar conurbado con la capital del estado, se contagia de las actividades culturales que allí se llevan a cabo. Un factor que ha cobrado peso a últimas fechas en
la cultura de la gente, es justamente la Casa de la Cultura del municipio, pues es de reciente creación (2003) y que, al igual que todas las demás, está ubicada en la propia cabecera municipal en una de las avenidas más transitadas de la localidad; allí, muchos
jóvenes asisten para ver exposiciones de pinturas, teatro, bailables, conciertos de música, de acercamiento y gusto por la lectura y muchos otros eventos, fomentando en ellos una mayor apreciación por este tipo de actividades.

## Industria
La industria en Villa de Álvarez, la componen 439 talleres de la industria manufacturera, de estos 131 son de la industria alimentaria, 20 bebidas y 378 a servicios automotrices, talleres mecánicos que pertenecen a servicios (INEGI, 2012).
Por su innovación se puede mencionar la producción de aceite de coco y de limón.

### Comercio
En la ciudad de Villa de Álvarez se han instalado importantes tiendas de cadenas tanto nacionales como transnacionales: Soriana (supermercado con otros locales pequeños y medianos alrededor), Famsa (mueblería), Bodega Aurrerá (tienda de autoservicio/supermercado), City Club, Coppel, Liverpool (departamental) Sam's, así como un sinnúmero de tiendas de ropa, calzado, muebles, ferreterías, panaderías, materiales para construcción, gasolineras, entre otros; todos ellos se han mantenido de generación en generación, ya
sea en el centro de la ciudad o en avenidas principales como también en los nuevos espacios de reciente apertura; muchos de ellos corresponden al capital colimense. 
Los últimos años se ha detectado un crecimiento significativo de este sector económico en la zona oriente de la cabecera municipal; ubicándose en su gran mayoría pequeñas y medianas empresas por la Av. Benito Juárez, arteria de comunicación con Comala y con
Coquimatlán, que ha funcionado como anillo periférico. Es importante destacar que en el norte de esta avenida, se ubica el centro comercial Plaza Colima, con la tienda ancla “Soriana” y al sur la “Bodega Aurrerá”, de reciente apertura (2004).

## Centros turísticos
La ciudad de Villa de Álvarez, existen diversos centros de entretenimiento, turístico, donde también se puede disfrutar de sus antojitos regionales para el turista y los habitantes de otros municipios de Colima;
- Balneario "Agua Fría": Un lugar atractivo para los días de campo.
- Picachos: Por su río San Palmar, propio para paseos ribereños.
- Juluapan: Porque permite admirar la monumental roca del lugar.
- Jardín Miguel Hidalgo: El jardín principal es muy tradicional porque aún conserva su aire provinciano a pesar del crecimiento poblacional desmesurado de este municipio; en este jardín es clásico ir a comprar y disfrutar tranquilamente de las famosas “Paletas de la Villa” deliciosamente elaboradas con leche o con agua en una gran variedad de sabores, cuya receta ha perdurado inalterable a través de varias décadas; los jóvenes las disfrutan para apagar la sed, mientras descansan y platican con pareja o amigos. También este espacio es el que alberga la añeja costumbre de vender las empanadas (de leche y otros sabores) el día 4 de octubre de cada año, en honor de San Francisco.
- La Campana: La Campana, que fue reconstruido hace algunos años bajo la coordinación del INAH y que hoy es visitado por grupos de turistas nacionales y extranjeros, y en donde, además, se llevan a cabo ceremonias en los equinoccios y solsticios de cada año; se localiza por la avenida Tecnológico de Colima.
- Fiestas Charro-Taurinas: Las festividades tradicionales dentro de la cabecera municipal resultan un verdadero atractivo para los jóvenes no solamente del municipio, sino de otros lugares, pues las Fiestas Charro-taurinas, que desde hace más de trescientos años se vienen realizando –todos los años durante el mes de febrero– en honor a san Felipe e Jesús (santo patrono de la ciudad de Colima también), son las de más arraigada costumbre y mejor organizadas en todo el estado. Tienen características y actividades que las hacen únicas, como la plaza de toros conocida como la petatera, que es construida exclusivamente con petates y que se monta y desmonta anualmente, convirtiéndose en un atractivo más para los propios y extraños y que, de acuerdo a la tradición, es así elaborada y reelaborada cíclicamente como una “manda” de los feligreses dedicada a este santo, con la intención de pedir de sus favores para evitar que se repitan terremotos en el estado (dado que Colima es una zona altamente sísmica).
- Escultura "La Cabalgata": Un atractivo turístico es la escultura monumental en bronce del Escultor Octavio González a tamaño 1:1 colocada en el jardín principal, conformada por 6 caballos, 5 de ellos montados por charros, vaqueros, caporales y una escaramuza, usando trajes y monturas de acuerdo al oficio u ocasión, uno de los caballos no tiene jinete, el jinete puedes ser tu, lo que la convierte en una escultura interactiva.